# Борку-Эннеди-Тибести
Борку-Эннеди-Тибести (фр. Bourkou-Ennedi-Tibesti) — бывший регион и префектура в Республике Чад. В 2008 году был разделён на три новых региона: Борку, Эннеди и Тибести.

## Общие сведения
Площадь региона Борку-Эннеди-Тибести составляла 600 350 км². Борку-Эннеди-Тибести был самым большим по площади в Республике Чад. Административный центр региона — город Файя-Ларжо. Регион Борку-Эннеди-Тибести был разделен на 4 департамента, каждый из которых в свою очередь делился на 4 — 5 подпрефектур.

## География и этнография
Борку-Эннеди-Тибести находился на самом севере Чада. Большая часть его территории лежала в пустыне Сахара, южные районы — в зоне Сахеля. На востоке региона расположено плато Эннеди, на северо-востоке — каменистая низменность Мурди и скальное плато Эрди, на севере — горы Тибести.
На северо-востоке Борку-Эннеди-Тибести лежит богатая ураном низменность — полоса Аузу, вдоль которой проходит граница с Ливией. На западе находится граница с Нигером, на востоке — с суданской провинцией Дарфур. К югу от Борку-Эннеди-Тибести были расположены чадские провинции Батха, Канем и Вади-Фера.
Провинция была заселена крайне слабо. Более половины местного населения составляли различные группы народности тубу, остальные — чадские арабы и загава.